# Осгуд, Самуэль
Самуэль (Самуи́л) Осгуд (3 февраля 1747, Андовер, Эссекс, Массачусетс — 12 августа 1813, Нью-Йорк, США) — американский коммерсант и государственный деятель, родившийся в Андовере, британская колония Массачусетс-Бэй. Его семейный дом по-прежнему стоит по адресу 440 Осгуд в Северном Андовере, а его дом в Нью-Йорке стал первым президентским особняком в стране.
Осгуд был депутатом легислатур штатов Массачусетс и Нью-Йорк, представлял Массачусетс на Континентальном конгрессе и, во время первого президентства своего друга Джорджа Вашингтона стал первым генеральным почтмейстером Соединённых Штатов.
В 1812 году он был избран первым президентом недавно созданного City Bank of New York, который позже стал Citibank — предшественник сегодняшнего Citigroup.

## Биография

### Ранние годы
В 1638 году Джон Осгуд переехал в Массачусетс из Андовера в Англии. В 1646 году он основал новое поселение и назвал его Андовером в честь своего родного города. Четыре поколения спустя, в 1748 году, у его потомка капитана Питера Осгуда, также жившего в Андовере, родился третий сын, которого назвали Самуэлем.
Самуэль посещал Академию Даммера (англ. Dummer Academy), ныне Академия губернатора, а затем Гарвардский колледж, где изучал теологию и который окончил в 1770 году. Завершив образование он вернулся в Андовер и выбрал карьеру, связанную с торговлей. Осгуд присоединился к местной милиции, был выбран представлять город в колониальном собрании, и, в 1775 году, на провинциальный конгресс, который во время Войны за независимость функционировал как революционное правительство штата.

### Революция
Осгуд возглавлял местный отряд минитменов в битвах при Лексингтоне и Конкорде весной 1775 года., участвовал в преследовании отступающих англичан и в осаде Бостона. Во время службы в Кэмбридже он стал командиром бригады в звании майора. Затем Осгуд стал помощником генерала Артмаса Уорда и был произведён в полковники. Когда осада закончилась весной 1776 года Осгуд покинул армию и вернулся, чтобы вновь участвовать в работе провинциального конгресса.
Вплоть до 1780 года, когда провинциальное правительство было реорганизовано, конгрессмен Осгуд служил в Массачусетском военном совете (англ. Massachusetts Board of War). В 1779-1780 годах он одновременно был делегатом учредительного собрания штата. В 1780 году соответствии с новой Конституцией Осгуд был избран в состав Сената штата Массачусетса, где прослужил два срока. Новое правительство выбрало Самуэля в качестве одного из своих делегатов на Континентальный конгрессе, где он служил с 1782 до 1784 год.
В 1784 год Осгуд был выбран в Палату представителей Массачусетса, уже в следующем 1785 году губернатор назначил его судьёй, но вскоре он ушёл в отставку, и в том же году Национальный конгресс сделал его комиссаром финансов. Он переехал в Нью-Йорк, чтобы занять эту должность, которую он занимал до окончания полномочий правительства.

### Карьера в Нью-Йорке
В 1789 году первый президент США Джордж Вашингтон назначил Осгуда первым в рамках новой конституции США генеральным почтмейстером, заменив Эбенезера Хазарда, который был почтмейстером при Континентальном конгрессе. Осгуд прослужил почтмейстером с 1789 по 1791 год. Одной из первых вещей, которую он сделал после назначения, стала замена смотрителя почтового отделения в Балтиморе Кэтрин Годдард на Джона Уайта, заявив что эта работа слишком тяжела для женщины.
В те годы федеральное правительство располагалось в Нью-Йорке. Официальная резиденция президента была расположена на 3 Cherry Street, в доме Сэмуэла Осгуда и его семьи. Осгуд сам предложил особняк Вашингтону, полагая что президент и его супруга должны жить в доме, который в те годы считался лучшим в городе. Таким образом, дом Осгуда стал первой резиденций президента Америки.
В 1791 году федеральное правительство переехало в Филадельфию, Осгуд решил остаться в Нью-Йорке и оставил свой пост. В 1792 году Осгуд был одним из выборщиков и отдал свой голос за Джорджа Вашингтона и Джорджа Клинтона.
В 1800—1801 и 1802 годах Осгуд был членом Ассамблеи штата Нью-Йорк, при этом, в 1800—1801 годах занимал должность спикера. В 1803 году он был назначен президентом Томасом Джефферсоном на должность морского офицера Нью-Йоркского порта (англ. Naval Officer of the Port of New York), которую он занимал до своей смерти. Кроме того, в последний год своей жизни Осгуд был президентом нового Городского банка Нью-Йорка (англ. City Bank of New York).
Осгуд был членом Американского философского общества. Он умер у себя дома в Нью-Йорке в 1813 году и был похоронен в пресвитерианской церкви в Манхэттене, на углу Пятой авеню и Тридцать седьмой улицы.
На его родине в честь Осгудов названа улица, на которой стоит дом его семьи. В Национальный реестр исторических мест внесены как дом семьи Осгудов в Северном Андовере, так и резиденция Сэмуэла в Нью-Йорке. Портрет полковника Осгуда после президентства Линкольна был размещён в президентском зале Капитолия США.